# Нелепино
Неле́пино (укр. Неліпино) — село в Мукачевском районе Закарпатской области Украины. Административный центр Нелепинской сельской общины.
Население по переписи 2001 года составляло 3554 человека. Почтовый индекс — 89308. Телефонный код — 3133.